# Chiesa di Santa Sofia (Anacapri)
La chiesa di Santa Sofia è una chiesa monumentale situata nel centro storico di Anacapri: è sede parrocchiale ed al suo interno si venera sant'Antonio, patrono della città.

## Storia
La costruzione della chiesa di Santa Sofia, erroneamente datata al 1510, come riportato su di un'epigrafe sulla facciata, risale in realtà al 1595, sulla stessa area dove precedentemente esisteva una chiesa dedicata a san Carlo: fu proprio grazie alla sua costruzione che iniziò il popolamento della zona di Anacapri. La nuova chiesa fu completata nel 1642 e divenne subito nuova sede parrocchiale, sostituendo quella della chiesa di Santa Maria a Costantinopoli; nel 1685 iniziarono lavori di ampliamento per volontà della congregazione della Santissima Concezione: questi si conclusero nel 1698 con la costruzione di due nuove cappelle e l'ampliamento della navata verso la piazza.
Nel 1706 venne istituito nella chiesa il Monte del Purgatorio, mentre altri importanti lavori si ebbero nel 1765, quando fu completata la facciata e nel 1777, quando venne concluso il campanile: nel 1790 la chiesa fu consacrata dal vescovo della diocesi di Capri, Nicola Saverio Gamboni. Gli ultimi lavori di ampliamento si ebbero nel 1879 ed interessarono principalmente il presbiterio, oltre alla costruzione di alcuni locali, adibiti a foresteria. Un importante restauro si è avuto nel 2004 quando un fulmine colpì la cupola, facendola crollare.

## Descrizione

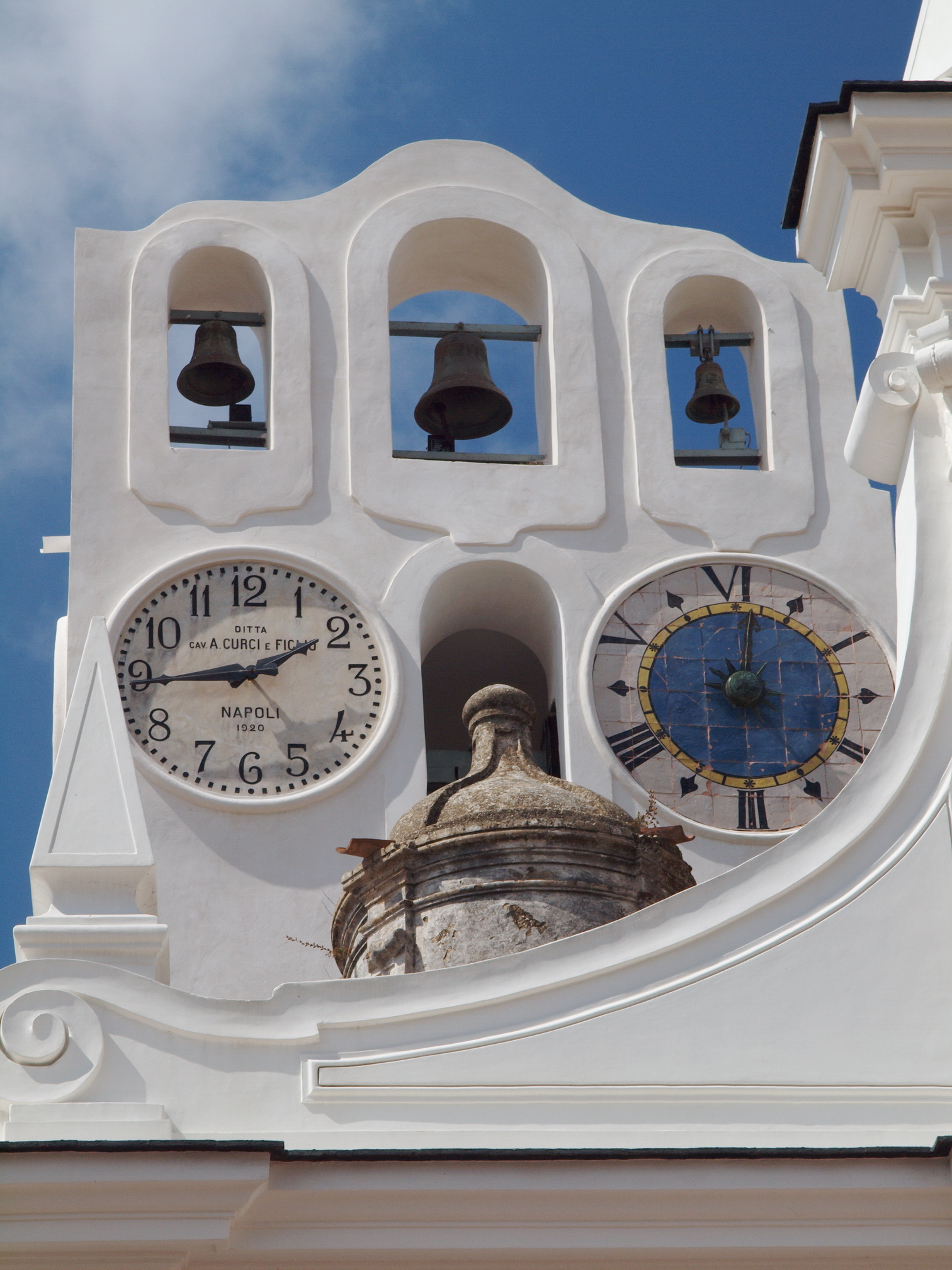
Il campanile

La facciata, in stile barocco, si presenta divisa in due da una trabeazione: la parte inferiore è caratterizzata da cinque lesene e tre portali d'ingresso di cui uno centrale, più ampio e due laterali, più piccoli, sormontati da due finestre ovali; ai lati del portale principale, che risulta essere inquadrato da decorazioni in stucco, tra due coppie di lesene, si aprono due nicchie con all'interno delle statue in argilla, raffiguranti santa Sofia e sant'Antonio. La parte superiore invece è caratterizza da tre lesene e terminante ai lati con delle volute su cui si innalzano due piccoli pinnacoli: nella parte centrale è un ampio finestrone rettangolare; la parte alta della facciata si conclude con un timpano spezzato.
All'interno la chiesa è a croce latina, pavimentata in marmo di Carrara bianco e bardiglio, e divisa in tre navate: quella centrale presenta una volta a botte, mentre le due laterali, divise dalla principale mediante quattro archi su ogni lato, hanno la volta a vela; lungo le navate si aprono diverse cappelle, tutte diverse nella forma, sintomo del diverso periodo di costruzione. Lungo la navata di sinistra si hanno due altari, uno con una tela raffigurante sant'Anna, san Gioacchino e Maria da bambina, l'altro, in stile barocco, decorato con marmi policromi, un dipinto della Madonna del Rosario: la navata termina con la cappella di Sant'Antonio, patrono di Anacapri, dove, sull'altare, è posta la statua del santo, una scultura in marmo che rappresenta la sua casa natale ed una tela raffigurante padre Ludovico da Casoria. Tra le altre opere sparse nella navata sinistra: una raffigurazione di santa Rita, diciotto quadretti, opera di Este Kolb, raffigurante i miracoli di sant'Antonio, un fonte battesimale conico in marmo, un confessionale sormontato da una piccola scultura in legno raffigurante san Michele, risalente al XVII secolo, una statua lignea dell'Immacolata Concezione e di sant'Antonio ed un quadro di Padre Pio. Lungo la navata destra si apre una cappella decorata in marmi, con alla base, ricoperta da una teca di cristallo, un Cristo disteso segnato dalla crocifissione, mentre sull'altare è una statua in legno della Pietà, risalente al XV secolo. Segue poi la cappella dedicata a san Francesco d'Assisi con statua in legno del XIX secolo ed un'altra, sempre con statua, dedicata al sacro Cuore di Gesù. La navata termina con la cappella dedicata alla Vergine del Buon Consiglio, con statua in legno del XIX secolo sull'altare e due tele laterali, raffiguranti la deposizione di Gesù e la devozione dei re Magi. Lungo la navata si trovano inoltre una copia della statua di san Pietro, ospitata nella basilica del Vaticano, una statua in cartone di santa Lucia, una tela raffigurante san Giovanni Bosco, una statua in legno di san Nicola di Mira, a mezzobusto, risalente al XIX secolo, un confessionale del XVIII secolo ed una tela raffigurante la Flagellazione di Gesù. Sul fondo della navata centrale, appena superato l'ingresso, sulla destra è la statua di santa Teresa del Bambino Gesù, mentre sulla sinistra la statua di sant'Agnese; degno di nota è il pulpito, sorretto da due mensoloni e inserito in un recinto di marmi policromi ed una tela che raffigura la chiesa celeste. Sul pavimento della navata sono incise due ossa, datate 1778, a testimonianza che l'area sottostante, confermato poi da scavi archeologici, veniva usata come zona sepolcrale.
All'incrocio tra la navata centrale e il transetto si apre la cupola, poggiante su quattro archi e caratterizzata da un tamburo che presenta finestroni arcuati, circondati da lesene, le quali si allungano fino all'interno della cupola, dividendola in otto spicchi: il tutto termina con un lanternino per illuminare la zona sottostante; sono inoltre presenti altre cinque piccole cupole, tutte con l'obiettivo di illuminare l'ambiente sottostante. L'abside è a pianta quadrata ed è adornato da un altare risalente al XVIII secolo, con un crocifisso ligneo del XVII secolo. Sulla sinistra del presbiterio si apre la sagrestia e l'oratorio, risalenti alla vecchia chiesa di San Carlo: si tratta di ambienti rettangolari con volta a padiglione, decorati con lunette triangolari. Il campanile presenta due orologi sulla facciata ed è dotato di tre campane, dedicate rispettivamente a santa Sofia, santa Maria e sant'Elia.